# Букеева, Хадиша Букеевна
Хадиша Букеевна Буке́ева (каз. Бөкеева Хадиша; 21 февраля 1917, Казталовка, Западно-Казахстанская область — 31 января 2011, Алма-Ата) — советская, казахская актриса театра и кино, мастер художественного слова (чтец). Народная артистка СССР (1964).

## Биография
Родилась 21 февраля (по другим источникам — 1 января) 1917 года в селе Казталовка (ныне — в Западно-Казахстанской области Казахстана) (по другим источникам — в Казталовском районе). Увлечение пением и танцами не проходит бесследно. Принимала участие в спектаклях художественной самодеятельности. В 1934 году была отобрана комиссией и направлена на учёбу в Техникум сценических искусств в Ленинграде (с 1936 года — Центральное театральное училище, ныне — Российский государственный институт сценических искусств), который окончила в 1938 году. Её наставниками были видные мастера сцены Ирина Всеволодовна Мейерхольд, Василий Меркурьев.
Процесс овладения образом всегда был для неё сложным и мучительным. Это осталось у неё на всю жизнь, как и в первые годы учёбы. Работать с ней было трудно, но В. Меркурьев и И. Мейерхольд верили в её силы и упорно подбирали ключи к раскрытию её индивидуальности. Рано разглядели они недюжинный драматический темперамент и последовательно освобождали его от связывающих пут скованности и «зажима».
В 1938 году все выпускники училища были направлены в Чимкент. Они составили ядро организуемого тогда Южно-Казахстанского областного театра драмы.
С 1942 года — актриса Казахского государственного театра драмы им. М. О. Ауэзова (Алма-Ата), где выходила на сцену до конца жизни.
Одна из граней её таланта — мастерство художественного чтения.
С 1965 года вела педагогическую деятельность на театральном факультете (с 1977 года — Театрально-художественный институт, ныне Казахская национальная академия искусств имени Т. К. Жургенова) при Казахской консерватория им. Курмангазы (с 1968 — доцент, с 1974 — профессор). В числе её учеников — известные казахские актёры А. Кенжеев, К. Тастанбеков, Д. Жолжаксынов, Т. Жаманкулов, Газиза Абдимамынова, Гайникамал Байгушкарова( до конца жизни была рядом со своим педагогом), Ануар Боронбаев( часто у неё был занят на её занятиях)....
Член Союза кинематографистов Казахской ССР
Ушла из жизни 31 января 2011 года в Алма-Ате. Похоронена на Кенсайском кладбище.

## Награды и звания
- Орден Отан (2000)
- Орден Дружбы народов (1987)
- Народная артистка СССР (1964)
- Орден Ленина (3 января 1959) — за выдающиеся заслуги в развитии казахского искусства и литературы и в связи с декадой казахского искусства и литературы в гор. Москве
- Народная артистка Казахской ССР (1957)[5]
- Сталинская премия третьей степени (1952) — за исполнение роли Айгерим в спектакле «Абай» М. О. Ауэзова
- Орден «Знак Почёта» (1946)
- Медаль «Ветеран труда»
- Медаль «Сорок лет Победы в Великой Отечественной войне 1941-1945 гг.»

## Творчество

### Роли в театре

#### Чимкентский областной казахский драматический театр им. Ж. Шанина
- «Коварство и любовь» Ф. Шиллера — Луиза
- «Поздняя любовь» А. Островского — Людмила
- «Енлик-Кебек» М. Ауэзова — Енлик
- «Ахан серэ — Актокты» Г. Мусрепова — Актокты
- «Накануне» А. Афиногенова — Жамал (на сцене Московского театра им. Моссовета, эвакуированного в годы войны в Чимкент)

#### Казахский государственный академический театр драмы им. М.О. Ауэзова
- «Дружба и любовь» А. Абишева — Сауле
- «Кара кипчак Кобланды» М. Ауэзова — Карлыга
- «Абай» М. Ауэзова — Айгерим
- «Легенда о любви» («Фархад и Ширин») Н. Хикмета — Мехмене Бану
- «Укрощение строптивой» У. Шекспира — Катарина
- «Ричард III» У. Шекспира — королева Маргарита
- «Отелло» У. Шекспира — Эмилия, Дездемона
- «Сауле» Т. Ахтанова — Сауле
- «Звезда Вьетнама» И. Куприянова — Тхань
- «Амангельды» Г. Мусрепова — Бану
- «Козы Корпеш — Баян сулу» Г. Мусрепова — Даметкен
- «Чокан Валиханов» С. Муканова — Панаева
- «Гроза» А. Островского — Катерина
- «Любовь на рассвете» Я. Галана — Варвара
- «Восхождение на Фудзияму» Ч. Айтматова и К. Мухамеджанова — Айша-апай
- «Таланты и поклонники» А. Островского — Негина
- «Без вины виноватые» А. Островского — Кручинина
- «Майра» А. Тажибаева — Майра
- «На чужбине» К. Мухамеджанова — Ана
- «Собака на сене» Л. де Веги — Диана
- «Слуга двух господ» К. Гольдони — Беатриче
- «Көңілдестерінде» А. Тажибаева — Маржан
- «Елеусіз қалған есіл ерінде» Н. Хикмета — Әйел
- «Шығыстағы бір бейбағында» М. Каорудың — Сидзу
- «Жених и невеста» М. Байджиева — Мать, Судья
- «Слепые» М. Метерлинка — Слепая женщина

На сценах русских театров исполнила главные роли в спектаклях «Иван Грозный» А. Толстого, «Победители» Б. Чирскова.

### Фильмография
- 1940 — Райхан — Райхан
- 1956 — Берёзы в степи — Дина
- 1957 — Наш милый доктор — камео
- 1958 — Шквал — Рабига
- 1959 — На диком берегу — Муратова
- 1964 — Следы уходят за горизонт — мать

## Интересные факты
«Рожденная быть красивой».
«Дата её рождения в паспорте — 1 января 1917 года. Но те, кто знал Хадишу Букееву близко, утверждают, что она не дожила до своего 100-летнего юбилея всего год. Да и 1 января — символическая дата в её документах. Не секрет, многим из того поколения, чье детство и юность пришлись на голодные 20-е годы, истинный день и даже год рождения был неизвестен. Сама актриса отмечала свой день рождения 21 февраля — в честь начала супружеской жизни в долгом и счастливом браке с оперным певцом Байгали Досымжановым.» Галия ШИМЫРБАЕВА, «Казахстанская правда», 2 февраля 2011 г.

## Память
- На родине актрисы открылся музей, главная улица носит её имя
- С 2014 года имя актрисы носит Уральский казахский драматический театр[6].
- В Алматы на стене дома № 96 по улице Зенкова, где более 25 лет прожила актриса установлена мемориальная доска (см. фото) [7]